# Émile Soldi
 (mars 2016).
Si vous disposez d'ouvrages ou d'articles de référence ou si vous connaissez des sites web de qualité traitant du thème abordé ici, merci de compléter l'article en donnant les références utiles à sa vérifiabilité et en les liant à la section « Notes et références ».
Émile Soldi né le 29 mai 1846 dans la commune de Belleville et mort le 14 mars 1906 à Rome est un sculpteur, médailleur et historien de l'art français.

## Biographie
Le père d'Émile Arthur Soldi est d'origine danoise et naturalisé français. Émile Soldi débute comme médailleur et suit les cours de l'École des beaux-arts de Paris, dans les ateliers de Jean-Baptiste Farochon (1812-1871), Auguste Dumont (1801-1884) et Eugène-Louis Lequesne (1815-1887). Il obtient le prix de Rome en gravure de médaille en 1869 avec La Fortune et l'Enfant.
Selon le plan du site d'Angkor Thom relevé par Louis Delaporte, il exécute un modèle de l'une des portes d'un des temples en restauration en 1880.

## Œuvres

### Œuvres dans les collections publiques
- Amiens, musée de Picardie: La Baronne de Fourment, 1880, buste en marbre.
- Besançon, musée des Beaux-Arts et d'Archéologie : Actéon, 1877, bas-relief en marbre et plâtre.
- Lyon, musée des Beaux-Arts : Le Docteur Chervin, 1897, bustes en plâtre[2] et en marbre[3].
- Paris :
  - Académie d'agriculture de France : Le Marquis de Turbilly ; Michel-Eugène Chevreul.
  - Académie nationale de médecine : Paul Broca, buste.
  - hôtel de ville de Paris : L'Électricité ; La Photographie.
  - Institut de France : Louis David, 1895.
  - jardin du Carrousel : Flore, 1901, statue en marbre, œuvre disparue[4].
  - jardin du Luxembourg : Monument à Louis Ratisbonne, 1912, buste en marbre[5].
  - musée d'Orsay :
    - Nicéphore Niepce et Louis Daguerre, 1889, médaille en bronze patinée marron ;
    - Galia, 1873, haut-relief en bronze[6] ;
    - À la mémoire des victimes de l'invasion de 1870-1871, médaille en bronze[7].

  - palais Garnier : statue en plâtre, 1880.
- Rouen, muséum de Rouen : Statue de femme aztèque, plâtre peint[8].

### Médailles
- Médaille défense nationale 1870-1871, avec Aimé Millet.
- À la mémoire des victimes de l'invasion de 1870-1871, médaille en bronze.
- Médaille à la mémoire des mobiles de la Seine-Inférieure.
- La duchesse Colonna de Castiglionne, portrait en médaillon.

### Publications
- L'Art et ses procédés depuis l'Antiquité : La sculpture égyptienne, Paris, Édition E. Leroux, 1876.
- L'Art égyptien, Paris, Édition E. Leroux, 1876.
- Les erreurs d'un érudit, lettre à M. E. Saglio, Paris, E. Leroy, 1879.
- « Caelatura » in : Dictionnaire des Antiquités grecques et romaines, Paris, Hachette et Cie, 1879.
- Les Arts méconnus, Paris, E. Leroux, 3e édition, 1881.
- Recueil et Mémoire pour l'Histoire de l'Art, 1881.
- Les nouveaux musées du Trocadéro, Paris, E. Leroux, 1881.
- La Langue sacrée. Le mystère de la création, Paris, Heymann, 1897.
- La Langue sacrée : la cosmoglyphie, le mystère de la création, Paris, Heymann, 1897.
- La langue sacrée : le temple et la fleur ;  Les signes construits et fleuris ; des pyramides au Parthénon ; le voyagede l'âme dans l'autre monde ; Origine de l'art, Paris, Heymann, 1899.
- L'arbre de la science : origine de l'écriture et de l'alphabet, la lettre S., Paris, E. Leroux, 1900.
- Les armes magiques : le signe de croix, 1 partie ; l'enveloppe universelle, la lettre teth ø, Paris, E. Leroux, 1903.

Œuvres d'Émile Soldi
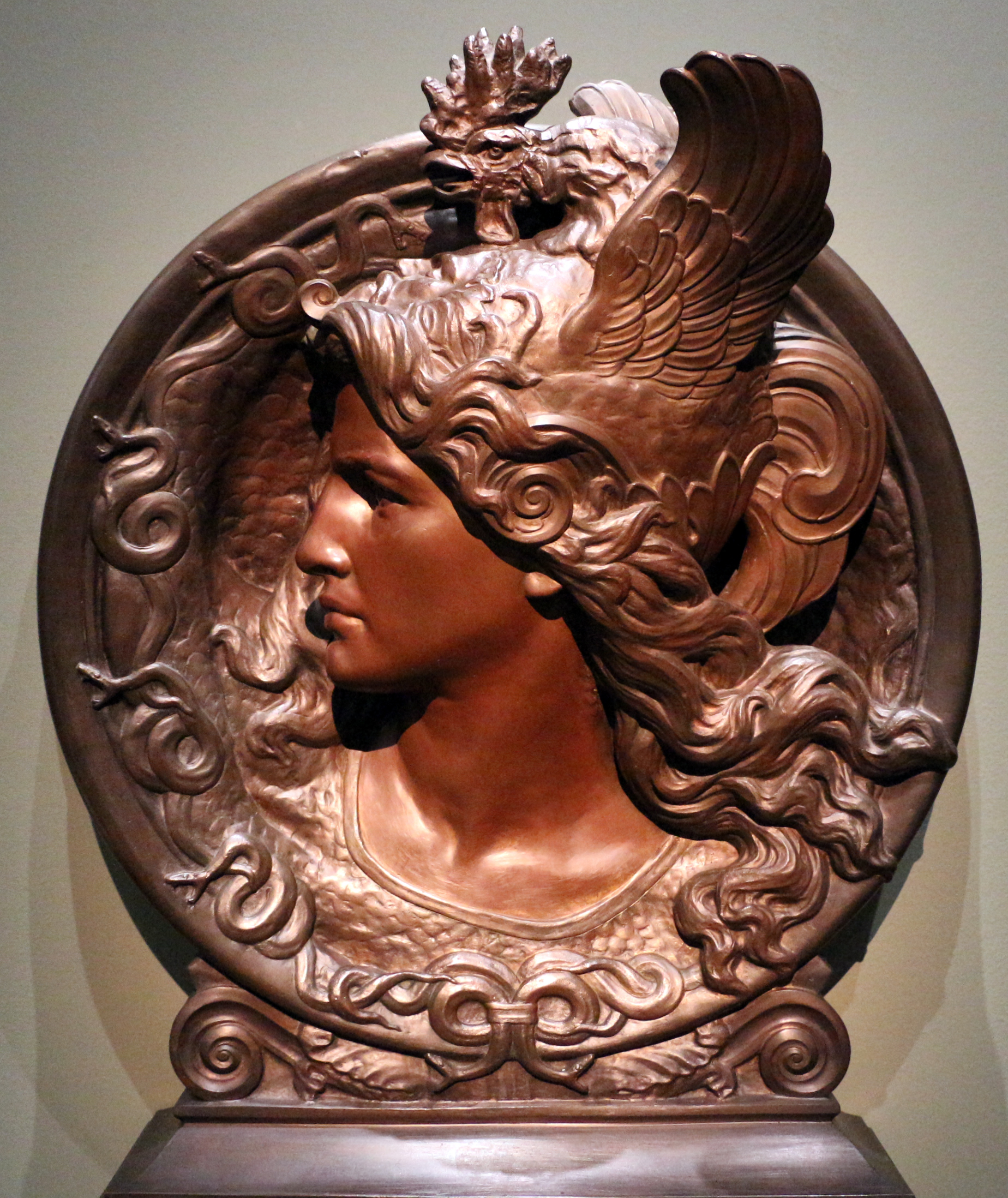
Gallia, 1873, Paris, musée d'Orsay.
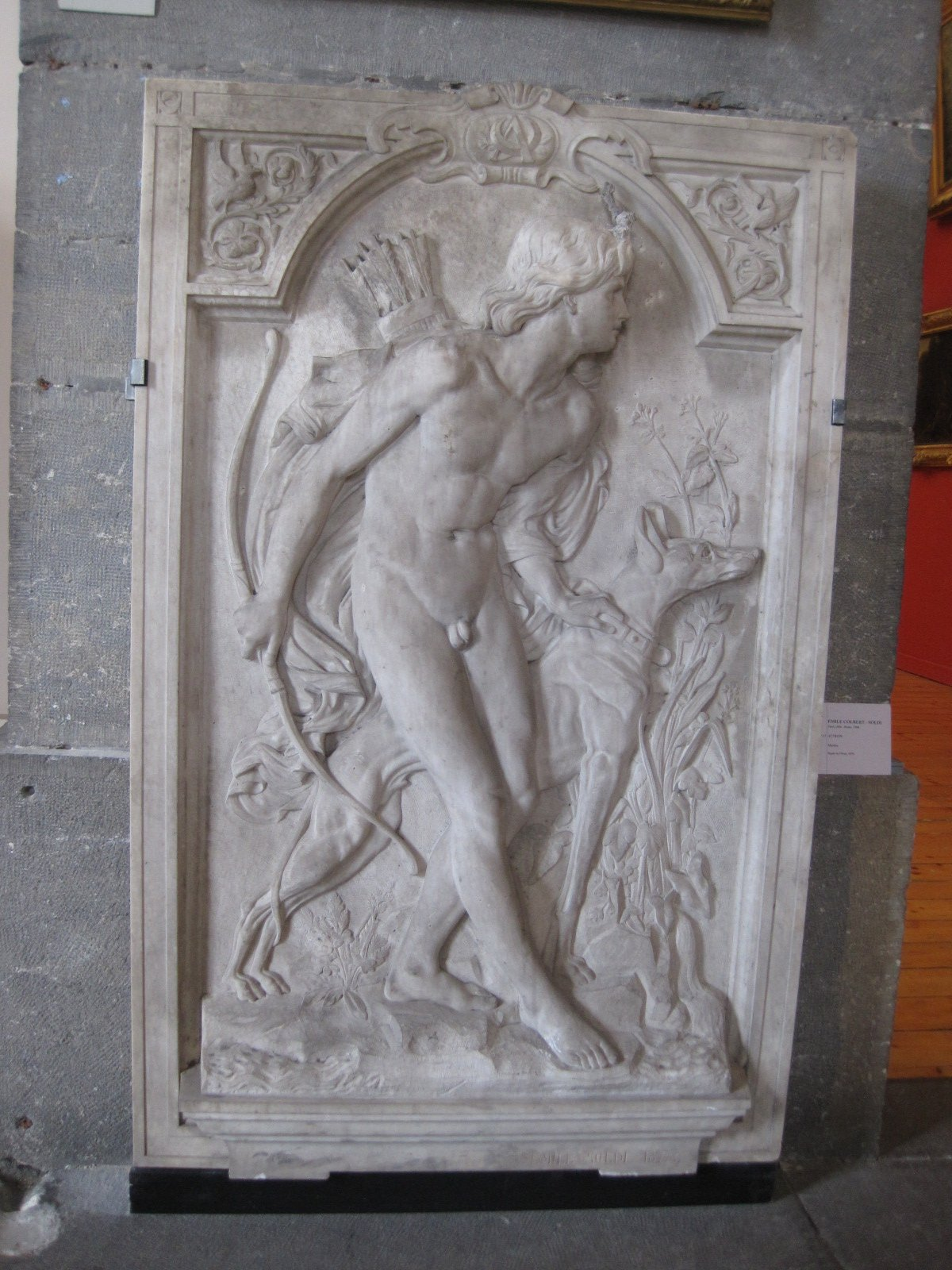
Actéon, 1877, musée des Beaux-Arts et d'Archéologie de Besançon.
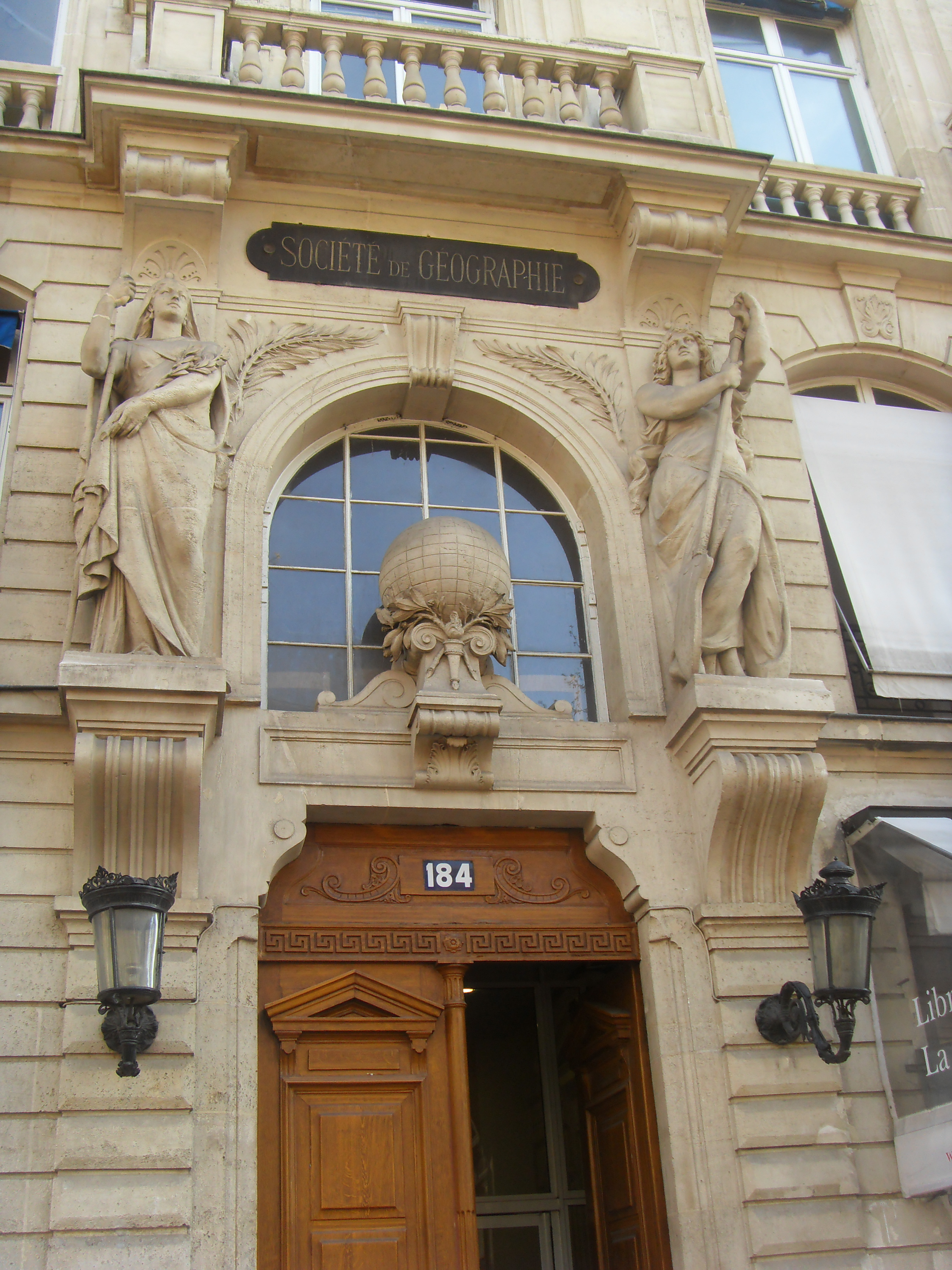
La Terre et La Mer, 1878, cariatides, Paris, Société de géographie.
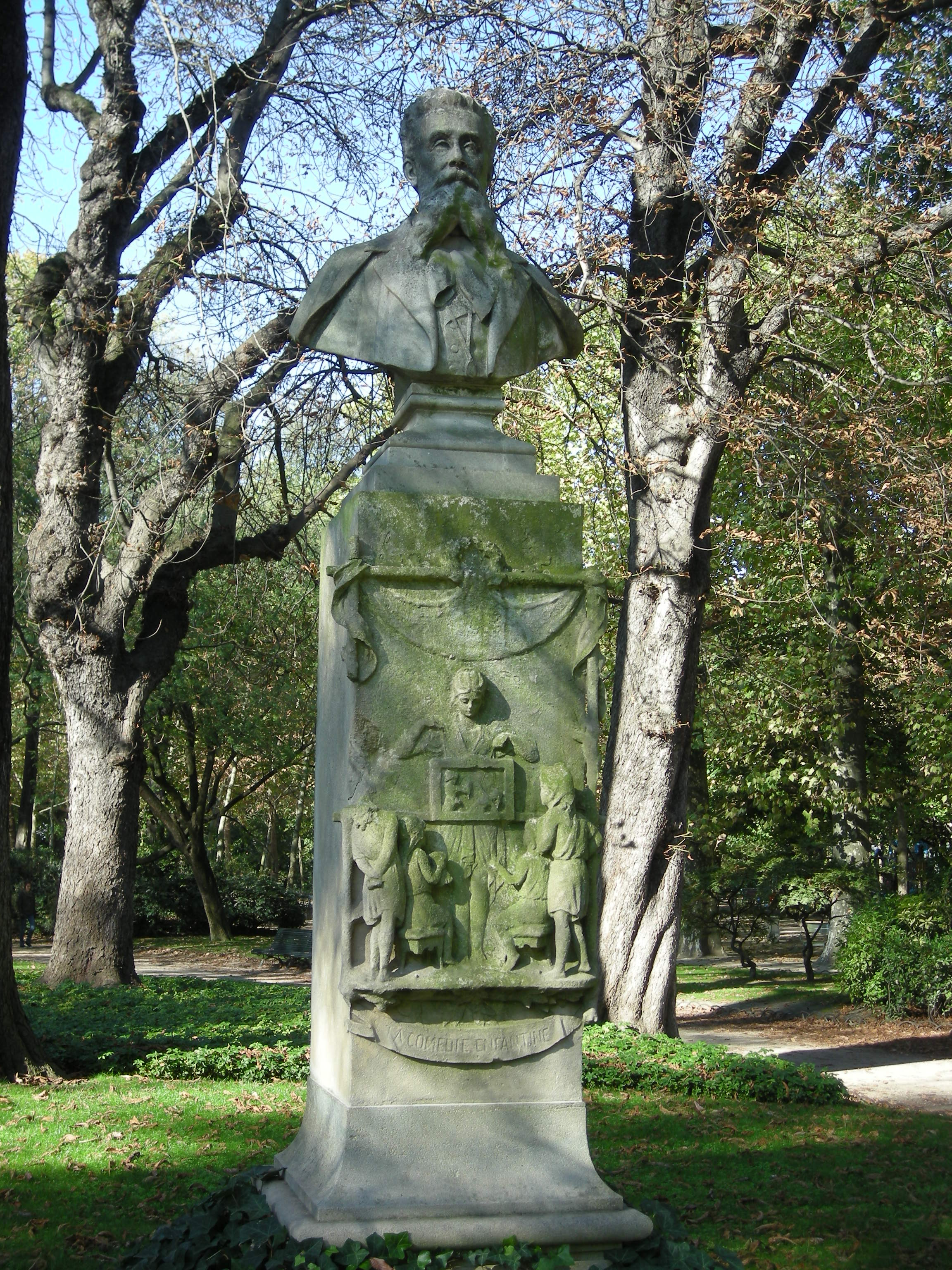
Monument à Louis Ratisbonne, 1912, Paris, jardin du Luxembourg.
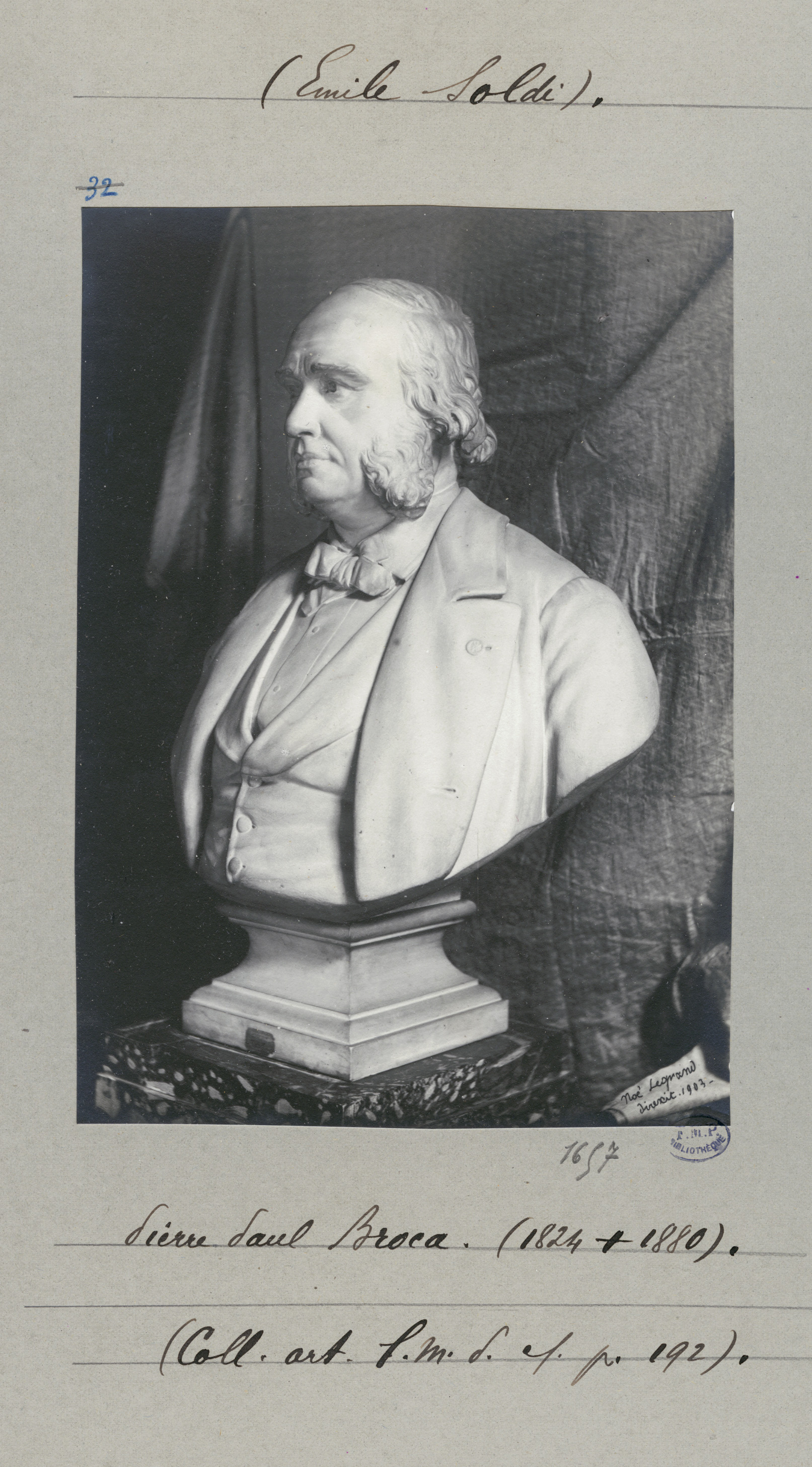
Paul Broca, Paris, Académie nationale de médecine.

## Salons
- 1872 : Actéon, plâtre.
- 1873 : Gallia, haut-relief en plâtre ; Actéon, onyx, il obtient une médaille de troisième classe.
- 1874 : Souvenir de Venise ; Giotto enfant ; Les Armes de Persée et de Bellérophon.
- 1875 : Hommage à Beethoven ; Médaille allégorique de la reconstruction des monuments de Paris ; Portrait de M. et Mlle …
- 1876 : La Science ; L'Art, deux bas-reliefs en marbre.
- 1877 : Paris.
- 1879 : Mme Ujfalvy ; Mlle S. Perois.
- 1880 : Mme Thérèse Tua, lauréate du Conservatoire.
- Salon des artistes français :
  - 1881 : Le Baron Fernand de Tombelle ;
  - 1882 : À l'Opéra ; Le Marquis de Turbilly ;
  - 1883 : Portrait de Chevreul ;
  - 1887 : Portrait du peintre Gustave Guillaumet, buste ;
  - 1888 : Gallia, haut-relief en marbre ;
  - 1891 : Actéon, marbre ; Walbecq-Adam ;
  - 1895 : Louis David ;
  - 1898 : La Rosée ; La Flamme.

## Distinctions
Émile Soldi est nommé chevalier dans l'ordre national de la Légion d'honneur  en 1878.

### Iconographie
- Marcellin Desboutin (1823-1902), Portrait d'Émile Soldi, 1876, pointe sèche.